# Cementiri dels Germans
El Cementiri dels Germans (en letó: Brāļu Kapi) és un cementiri militar i monument nacional a Riga, capital de Letònia. El cementiri és un monument i lloc d'enterrament de milers de soldats letons que van ser morts entre 1915 i 1920 durant la Primera Guerra Mundial i la Guerra de la Independència de Letònia.
Al disseny del cementiri van participar el paisatgista Andrew Zeydak, com a cap d'escultors Kārlis Zāle i entre els arquitectes va destacar Alexander Birzenieks

## Història
El 1914 la catedral de Riga i la de Sant Pere van oferir una parcel·la de terra, en una part del cementiri destinat als morts de les seves congregacions, per a 146 enterraments de soldats que no pertanyien a cap congregació de Riga. Els primers soldats enterrats allà, el 15 d'octubre de 1915, van ser Andrejs Stūris, Jonas Gavenas y Jekabs Voldemārs Timma. En continuar la guerra es va fer evident que es necessitava més terreny per a més enterraments. El comitè d'organització dels batallons de fusellers letons va demanar més parcel·les a les esglésies, però la sol·licitud va ser denegada. El comitè va fer una sol·licitud a l'ajuntament de Riga, que va assignar el terreny per a cementiri, argumentant que els motius de la negativa de les esglésies eren qüestionables i poc raonables en el moment de la guerra. El conflicte es va solucionar el 1916 quan les esglésies van acceptar donar part dels seus terrenys a la ciutat per a la construcció d'un cementiri separat assignat al comitè.

El disseny inicial del cementiri va ser realitzat per Andrejs Zeidaks, tot seguit, nomenat jardiner en cap de la ciutat. El 1920 es va organitzar un comitè per supervisar els cementiris i camps de batalla de la Primera Guerra Mundial que es va convertir en el responsable del desenvolupament del Cementiri dels Germans.
El desenvolupament del monument es pot dividir en dues parts. Primer va ser el període de desenvolupament del paisatge, que va durar fins a 1923, d'acord amb les idees de Zeidaks. Mentrestant s'estava discutint el desenvolupament arquitectònic i artístic del cementiri. El 1921 i en 1922 van tenir lloc dos concursos tancats. L'escultor Kārlis Zāle, que visitava Riga per participar en el concurs de disseny per al Monument a la Llibertat, va ser invitat a participar també al segon concurs per al cementiri, del qual va sortir guanyador i es va iniciar la segona fase del cementiri, que va durar fins al 1936. En aquest període el paisatge es va complementar amb elements arquitectònics i escultòrics fins a formar un conjunt harmònic i unificat segons el disseny de Zāle, també va participar l'arquitecte Aleksandrs Birzenieks junt amb altres arquitectes i escultors. El cementiri va ser dedicat oficialment com un memorial l'11 de novembre de 1936 en presència de l'aleshores president de Letònia Kārlis Ulmanis i el seu govern.

## Enterraments

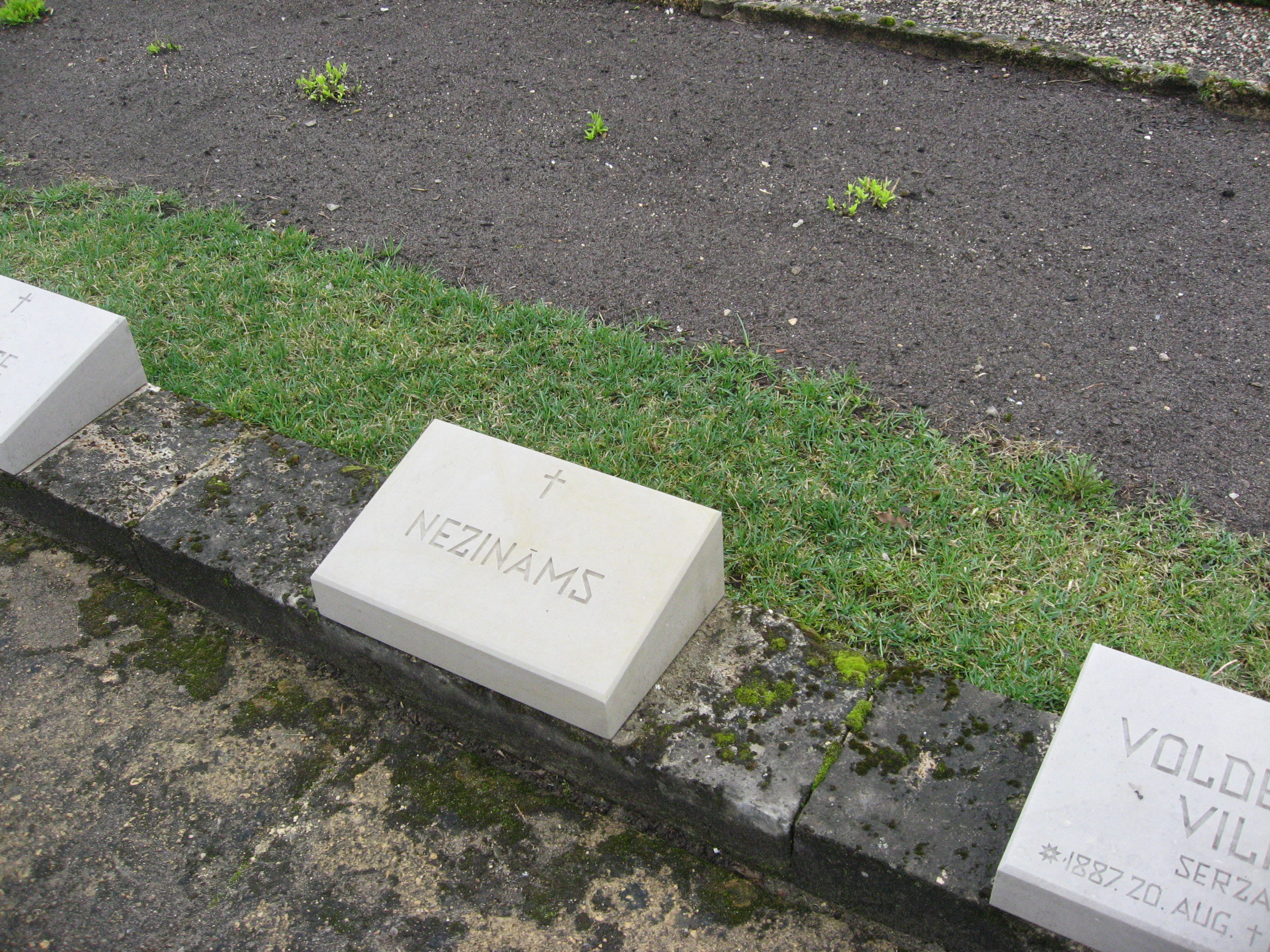
Placa que marca la tomba d'un soldat desconegut.

El cementiri conté més de 2.000 tombes, la majoria dels soldats letons que van ser morts entre 1915 i 1920 a la Primera Guerra Mundial i la Guerra de la Independència de Letònia. També conté, una sèrie de tombes de soldats morts de la legió letona durant la Segona Guerra Mundial i dels titulars de l'Orde de Lāčplēsis (en letó: Lāčplēša Kara ordenis), atorgat per mèrits extraordinaris durant la Guerra de la Independència de Letònia. Prop de 200 dels soldats enterrats al cementiri mai no van ser identificats.